# Bištrani
Bištrani es un pueblo ubicado en la municipalidad de Kakanj, en el cantón de Zenica-Doboj, Bosnia y Herzegovina.

## Superficie
Posee una superficie de 5,11 kilómetros cuadrados.

## Demografía
Hasta 2013 la población era de  habitantes, con una densidad de población de 66,7 habitantes por kilómetro cuadrado.